# Matrix (communicatieprotocol)
Matrix is een open communicatieprotocol dat wordt gebruikt voor onmiddellijke berichtgeving, en verdere communicatie zoals videobellen. Het is een open standaard die via een zogenoemde "bridge" kan samenwerken met platforms zoals Discord, Slack, Signal, Telegram en WhatsApp.
Een client zoals Element implementeert het Matrix protocol, en maakt het mogelijk om het protocol te gebruiken om berichten te verzenden.